# ヴィルヘルム・タウベルト
カール・ゴットフリート・ヴィルヘルム・タウベルト（Carl Gottfried Wilhelm Taubert 1811年3月23日 - 1891年1月7日は、ドイツのピアニスト、作曲家、指揮者。

## 生涯
タウベルトはルートヴィヒ・ベルガーにピアノを、ベルンハルト・クラインに作曲を師事した。彼は1831年にベルリンの宮廷演奏会の副指揮者、伴奏者となった。1845年から1848年にはベルリン国立歌劇場の音楽監督、また1845年から1865年の間はベルリンの宮廷指揮者も務めた。1865年からはベルリンの芸術アカデミーで教鞭を執り、テオドール・クラクなどを教えた。
タウベルトの作品には6つのオペラ、付随音楽、4つの交響曲、ピアノやチェロのための協奏曲、4つの弦楽四重奏曲、他の管弦楽曲、合唱曲、ピアノ曲、300を超える歌曲がある。彼の初期作品は、やはりベルガーに師事していたフェリックス・メンデルスゾーンによって称賛されている。
彼の墓地はハレシェス・トア駅の南にあるイェルサレム教会とドイツ教会の第1墓地にプロテスタントの様式で残されている。

## オペラ
- Die Kirmes, komische Oper, libretto by Eduard Devrient, 23 January 1832, Berlin, Königliches Theater
- Die Zigeuner, libretto by Eduard Devrient, 14 September 1834, Berlin, Königliches Theater
- Marquis und Dieb, komische Oper, libretto by L Schneider, 15 February 1842, Berlin, Königliches Theater
- Joggeli, libretto by H Kloster, 9 October 1953, Berlin, Königliches Theater
- Macbeth, libretto by F H Eggers, 16 November 1857, Berlin, Königliches Theater
- Caesario, oder Was ihr wollt, komische Oper, libretto by E Taubert, 13 November 1874, Berlin, Königliches Theater